# Společně pro kraj
Společně pro kraj (zkratka SproK) je české politické hnutí oficiálně zaregistrované 19. srpna 2019. Působí zejména v Pardubickém kraji.

## Vedení hnutí
Předsedou hnutí SproK je Petr Fiala, členy předsednictva hnutí jsou Václav Kubín, Jan Stránský, Josef Kozel a Miroslav Krčil.

## Účast ve volbách

### Volby do zastupitelstev krajů

#### Rok 2020
Ve volbách do zastupitelstev krajů v roce 2020 hnutí kandidovalo do Zastupitelstva Pardubického kraje v rámci koalice „3PK – Pro prosperující Pardubický kraj“ (tj. ČSSD a SproK). Lídrem kandidátky byl hejtman Martin Netolický z ČSSD. Koalice skončila druhá se ziskem 14,76 % hlasů a osmi mandátů (z toho tři získalo hnutí SproK) ve 45členném zastupitelstvu. Po volbách podepsali koaliční smlouvu zástupci koalice „3PK“, hnutí STAN, „Koalice pro Pardubický kraj“ (tj. KDU-ČSL, SNK ED a Nestraníci) a koalice ODS a TOP 09. Hejtmanem kraje se stal znovu Martin Netolický. Radním pro školství byl zvolen Josef Kozel a radním pro venkov, životní prostředí a zemědělství se stal Miroslav Krčil (oba z hnutí SproK).

#### Rok 2024
Ve volbách do zastupitelstev krajů v roce 2024 hnutí kandidovalo do Zastupitelstva Karlovarského kraje v rámci koalice „HLAS pro Karlovarský kraj“ (tj. SproK a SD-SN), do Zastupitelstva Královéhradeckého kraje jako součást koalice „HLAS samospráv – pro spravedlivý rozvoj Královéhradeckého kraje“ (tj. SproK, SOCDEM a RH), do Zastupitelstva Pardubického kraje v rámci koalice „3PK – Pro prosperující Pardubický kraj“ (tj. SproK, SOCDEM a VČ) a do Zastupitelstva Olomouckého kraje jako součást subjektu „Hlas pro náš kraj, koalice SOCDEM a SproK“.

### Volby do zastupitelstev obcí 2022
Ve volbách do zastupitelstev obcí v roce 2022 hnutí získalo celkem 15 zastupitelů. Předseda hnutí Petr Fiala obhájil mandát starosty města Letohrad a starostou Hlinska byl znovu zvolen člen předsednictva hnutí Miroslav Krčil.

### Volby do Senátu PČR

#### Rok 2022

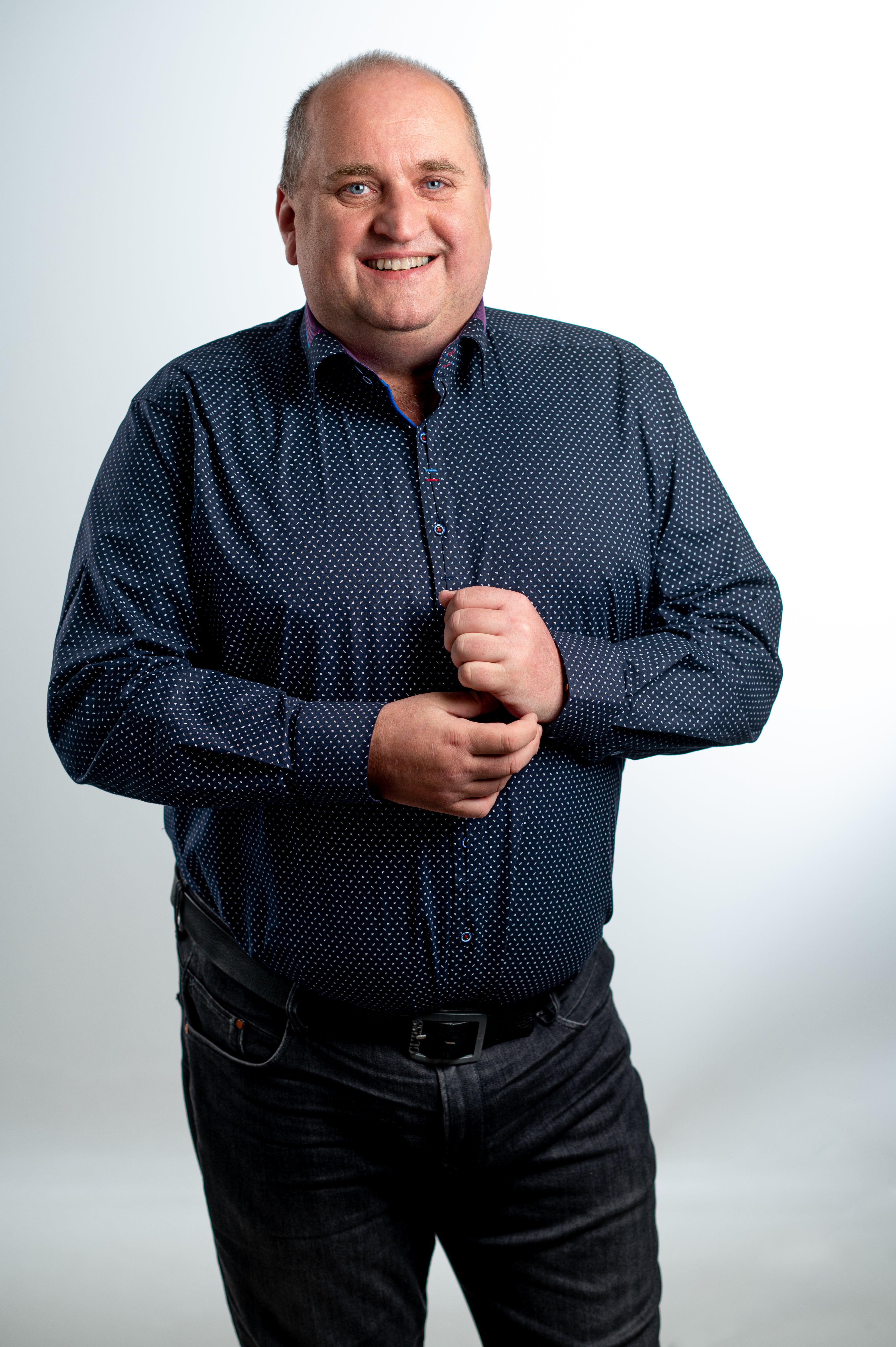
Předseda hnutí SproK Petr Fiala (2022)

Ve volbách do Senátu PČR v roce 2022 kandidoval v obvodu č. 46 – Ústí nad Orlicí za koalici tvořenou KDU-ČSL a hnutím SproK starosta města Letohrad, předseda hnutí SproK a předseda Sdružení obcí Orlicko Petr Fiala. V prvním kole voleb získal 24 433 hlasů (tj. 65,66 %), porazil jediného protikandidáta Stanislava Ešnera z hnutí ANO a stal se senátorem.

#### Rok 2024
Ve volbách do Senátu PČR v roce 2024 za hnutí kandidoval v obvodu č. 44 – Chrudim starosta města Hlinsko Miroslav Krčil. Koaličním kandidátem SOCDEM a hnutí SproK byl v obvodu č. 50 – Svitavy lékař Pavel Havíř.

## Volební výsledky

### Senát PČR
| Volby | Senátní obvod           | Kandidát       | Volební strana | Volební strana | Navrhující strana | Politická příslušnost | První kolo    | První kolo    | Druhé kolo    | Druhé kolo    |
| Volby | Senátní obvod           | Kandidát       | Volební strana | Volební strana | Navrhující strana | Politická příslušnost | Hlasy         | Hlasy         | Hlasy         | Hlasy         |
| Volby | Senátní obvod           | Kandidát       | Volební strana | Volební strana | Navrhující strana | Politická příslušnost | Celkem        | %             | Celkem        | %             |
| ----- | ----------------------- | -------------- | -------------- | -------------- | ----------------- | --------------------- | ------------- | ------------- | ------------- | ------------- |
| 2022  | č. 46 – Ústí nad Orlicí | Petr Fiala     |                | KDU-ČSL, SproK | KDU-ČSL           | SproK                 | 24 433        | 65,66         | –             | –             |
| 2024  | č. 44 – Chrudim         | Miroslav Krčil |                | SproK          | SproK             | SproK                 | bude oznámeno | bude oznámeno | bude oznámeno | bude oznámeno |
| 2024  | č. 50 – Svitavy         | Pavel Havíř    |                | SOCDEM, SproK  | SOCDEM            | SOCDEM                | bude oznámeno | bude oznámeno | bude oznámeno | bude oznámeno |

### Krajská zastupitelstva
| Volby | Kraj                 | Kandidátní listina                                              | Hlasy         | Hlasy         | Mandáty       | Mandáty       |
| Volby | Kraj                 | Kandidátní listina                                              | Celkem        | %             | Mandáty       | Mandáty       |
| Volby | Kraj                 | Kandidátní listina                                              | Celkem        | %             | Zvoleno       | ±             |
| ----- | -------------------- | --------------------------------------------------------------- | ------------- | ------------- | ------------- | ------------- |
| 2020  | Pardubický kraj      | 3PK – Pro prosperující Pardubický kraj                          | 24 529        | 14,76         | 3/45          | ▲3            |
| 2024  | Pardubický kraj      | 3PK – Pro prosperující Pardubický kraj                          | bude oznámeno | bude oznámeno | bude oznámeno | bude oznámeno |
| 2024  | Karlovarský kraj     | HLAS pro Karlovarský kraj                                       | bude oznámeno | bude oznámeno | bude oznámeno | bude oznámeno |
| 2024  | Královéhradecký kraj | HLAS samospráv – pro spravedlivý rozvoj Královéhradeckého kraje | bude oznámeno | bude oznámeno | bude oznámeno | bude oznámeno |
| 2024  | Olomoucký kraj       | Hlas pro náš kraj, koalice SOCDEM a SproK                       | bude oznámeno | bude oznámeno | bude oznámeno | bude oznámeno |

### Zastupitelstva obcí
| Volby | Mandáty  | Mandáty |
| Volby | Zvoleno  | ±       |
| ----- | -------- | ------- |
| 2022  | 15/61780 | ▲15     |